# 憲兵警察制度 (朝鮮総督府)

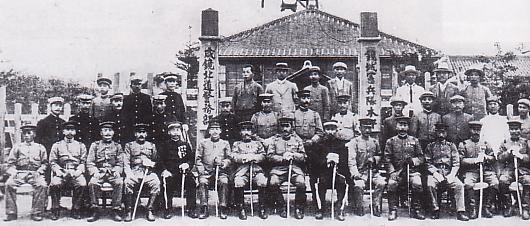
咸鏡北道の憲兵警察。警察官と憲兵が並立している。

憲兵警察制度（けんぺいけいさつせいど）とは、朝鮮総督府が採用した朝鮮総督府警察の制度で、陸軍の憲兵が一般の警察をも兼ねる制度。

## 概要
朝鮮独立運動の武装蜂起が続いており、一般の警察だけでは治安の維持が難しかったので、ヨーロッパの国家憲兵の制度を参考に創設された。
一般警察と憲兵が同一の地域に混在していたわけではなく、フランスの国家憲兵隊（ジャンダルムリ）のように担当の地域が決まっていた。
軍警の地域分担は、おおむね以下の通りであった。
- 一般警察 - 鉄道沿線、港、都市部
- 憲兵 - 軍事上枢要の地、国境、一般警察が整備されていない地域

韓国併合年で「憲兵警察」と「一般警察」を合わせた人数は、7712名（その内、朝鮮人は4440名）。うち「憲兵警察」は2019名（その内、憲兵補助員としての朝鮮人が1012名）であった。
1919年（大正8年）の三・一独立運動後、朝鮮総督府の「武断統治」に批判が高まったこと、また日本の警察制度としては異例の形態であったことから、まもなく廃止された。

## 憲兵部隊
1915年（大正4年）時点
京城憲兵隊（京畿道）
京城第一憲兵分隊、京城第二憲兵分隊、龍山憲兵分隊、龍仁憲兵分隊、驪州憲兵分隊、楊州憲兵分隊、開城憲兵分隊
春川憲兵隊（江原道）
春川憲兵分隊、原州憲兵分隊、寧越憲兵分隊、蔚珍憲兵分隊、三陟憲兵分隊、麟蹄憲兵分隊、杆城憲兵分隊、淮陽憲兵分隊、金化憲兵分隊、鉄原憲兵分隊
清州憲兵隊（忠清北道）
清州憲兵分隊、沃川憲兵分隊、鎮川憲兵分隊、忠州憲兵分隊
公州憲兵隊（忠清南道）
大田憲兵分隊、天安憲兵分隊、礼山憲兵分隊、扶余憲兵分隊
全州憲兵隊（全羅北道）
裡里憲兵分隊、井邑憲兵分隊、南原憲兵分隊、錦山憲兵分隊
光州憲兵隊（全羅南道）
長城憲兵分隊、栄山浦憲兵分隊、長興憲兵分隊、順天憲兵分隊、和順憲兵分隊
大邱憲兵隊（慶尚北道）
倭館憲兵分隊、金泉憲兵分隊、尚州憲兵分隊、栄州憲兵分隊、浦項憲兵分隊
晋州憲兵隊（慶尚南道）
泗川憲兵分隊、居昌憲兵分隊、鎮海憲兵分隊、釜山憲兵分隊
平壌憲兵隊（平安南道）
平壌憲兵分隊、成川憲兵分隊、寧遠憲兵分隊、徳川憲兵分隊、安州憲兵分隊
義州憲兵隊（平安北道）
義州憲兵分隊、定州憲兵分隊、熙川憲兵分隊、楚山憲兵分隊、江界憲兵分隊、厚昌憲兵分隊、中江憲兵分隊
海州憲兵隊（黄海道）
海州憲兵分隊、延安憲兵分隊、新幕憲兵分隊、谷山憲兵分隊、遂安憲兵分隊、載寧憲兵分隊、松禾憲兵分隊
咸興憲兵隊（咸鏡南道）
咸興憲兵分隊、高原憲兵分隊、元山憲兵分隊、北青憲兵分隊、端川憲兵分隊、甲山憲兵分隊、恵山鎮憲兵分隊、長津憲兵分隊
鏡城憲兵隊（咸鏡北道）
羅南憲兵分隊、富寧憲兵分隊、茂山憲兵分隊、吉州憲兵分隊、慶源憲兵分隊、会寧憲兵分隊、慶興憲兵分隊

## 参照
1. ↑  水田直昌監修『統監府時代の財政』122頁